# 하나마루 유치원
하나마루 유치원(はなまる幼稚園 하나마루 요치엔[*])은 유토(勇人, YUTO, 여성)가 스퀘어에닉스에서 발행 중인 만화 잡지 영 간간에서 연재되었던 만화이다.
제목의 '하나마루(花丸)'는 초등학교 등에서 잘 된 작품에 붙이는 꽃잎 모양 둘레의 동그라미 표시를 말한다. 대한민국의 '참 잘했어요' 마크에 해당된다고 할 수 있다.

## 줄거리
내용은 하나마루 유치원에 다니는 3명의 아이들과 남자 선생님 츠치다, 여자 선생님 야마모토가 벌이는 일상물. 순수한 어린이들의 재롱과 천진난만함에 초점을 맞추고 있다.

## 등장인물
츠치다 나오즈미(土田 直純 쓰치다 나오즈미[*])
성우 - 히노 사토시/신용우
본 작품의 주인공. 벚꽃 반의 담임 선생으로 유치원 내 유일한 남자 선생님. 안즈는 친근하게 츳치라고 부른다. 안경에 외모도 지극히 평범한 인물로, NDS를 들고 다니면서 유치원에서 휴식 시간마다 해 댈 정도로 게임광이고 일처리도 좀 시원찮고 우유부단하며, 게다가 야마모토 선생만 보면 넋이 나가는 등 사람이 어째 믿음직스럽지 못한 구석이 많지만, 그래도 아이들을 잘 보살피고 이해해 주는 선생 본연의 임무는 그럭저럭 잘 해 나가고 있다.
안즈(杏 안즈[*])
성우 - 신도 케이/소연
본 작품의 주인공. 벚꽃 반의 여자 아이로, 앞머리와 뒷머리 색깔이 다르고 엄청 큰 묶은 머리가 있는 개성적인 헤어 스타일을 가지고 있다. 특기는 나무 오르기. 유치원에 처음 들어왔을 때 나무 위에서 떨어지는 것을 츠치다 선생님이 구해 준 후 그를 좋아하게 된다. 옆반의 야마모토 선생과는 츠치다를 사이에 둔 자칭 사랑의 라이벌 관계. 스스로는 어른이라고 생각하고 있지만 하는 행동을 보면 영락없는 유치원 꼬마이다.
히이라기(柊 히라기[*])
성우 - 타카가키 아야히/정윤정
본 작품의 주인공. 벚꽃 반의 여자 아이로, 초점이 없고 왠지 졸린 듯한 눈을 하고 있는, 표정 변화가 없고(놀랄 때 눈 모양이 약간 변하는 것 제외) 어른스러운 느낌의 여자 아이. 평소에는 포니테일의 머리 스타일이며 같은 벚꽃 반인 안즈, 코우메와 같이 다닐 때가 많다. 무표정한 얼굴을 하고 있는 데다가 보통 상식인이라면 이해하기 힘든 행동을 자주하기 때문에 도저히 그 사고 방식을 읽을 수가 없다. 거기다가 매 화마다 갖가지 코스프레를 한다. 그러나 말하는 것이나 기타 행동은, 너무 적극적인 안즈나 소극적인 코우메에 비해 오히려 평범하다고 할 수 있다. 천문학자인 아버지의 영향으로 집에서 책을 많이 읽다 보니 습득한 지식이 상당히 많으며 그 박식함은 어지간한 어른들조차 능가할 정도이다.
코우메(小梅 고우메[*])
성우 - MAKO/양정화
본 작품의 주인공. 벚꽃 반의 여자 아이로, 안즈, 히이라기와 함께 주연 3인방 중 1명. 첫 등장(작중 시간 상) 시에는 머리에 리본을 묶고 있었는데 이후에는 없어졌다. 낯을 많이 가리고 부끄럼을 많이 타는데다가 숫기가 없는 아이로, 사람의 말을 일말의 의심없이 받아들이는 순수한 마음을 가지고 있다. 넘어져서 울고 있을 때 코바야카와 유라는 아이가 도와준 것을 계기로 그에게 일단 관심이 있는 상태.
야마모토 나나코(山本 菜々子 야마모토 나나코[*])
성우 - 하즈키 에리노/여민정
본 작품의 주인공. 하나마루 유치원의 복숭아 반의 여자 선생이다. 항상 밝게 웃고 있어서 주변의 분위기를 부드럽고 따스하게 만들며 아이들을 잘 챙겨 주어 애들 사이에서 인기가 높은, 매우 이상적인 유치원 선생. 그래서인지 마모루란 아이한테서 러브 레터를 받기도 한다. 여담으로 그녀의 어머니도 항상 웃고 있는 것을 보면 그녀의 이런 미소는 모친으로부터 물려받은 것으로 보인다. 츠치다의 짝사랑 상대로, 매일 은근슬쩍 그가 작업을 걸어 오지만 그 사실을 전혀 깨닫지 못하고 있다. 오히려 남자들이 자신한테 관심없다고 생각하고 있다.
쿠사노(草野 구사노[*])
성우 - 미즈하라 카오루/ 박지윤
해바라기 반의 담임으로, 언제나 힘이 넘쳐 몸을 움직이는 것을 즐기고 붙임성이 좋고 열혈에 불타오르는 여선생. 츠치다 선생과는 좋은 술친구로, 그가 야마모토 선생을 좋아하는 것을 알고 있다. 성격에 맞게 체육 관련 이벤트를 좋아한다.
히나기쿠(雛菊 히나기쿠[*])
성우 - 이세 마리야/김주현
해바라기 반이며 아이답지 않게 공손한 말투를 사용한다. 머리를 뒤로 묶은 큰 리본이 매력 포인트. 히나기쿠는 꽃의 하나를 뜻한다.
코바야카와 유(小早川 優 고바야카와 유[*])
성우: 이가라시 히로미/ 이지현
해바라기 반의 남자 아이로, 매우 다정하고 온후한 성격을 지니고 있다. 코우메의 사랑을 받게 된다.
츠치다 사츠키(土田 さつき 쓰치다 사쓰키[*])
성우 - 히로타 시온/ 임화영
츠치다 나오즈미의 여동생으로, 깔끔하고 꼼꼼한 성격이다. 그래서 칠칠치 못한 오빠를 만날 때마다 화내며 훈계한다. 하지만 사실은 오빠를 무지 좋아하는 극성 브라콘. 어렸을 때부터 오빠를 좋아했다. 몇 년 전부터 집에서 나와 혼자 살고 있는 오빠를 매우 걱정하고 있는데, 츳치를 혼내는 것도 사실은 다 그를 걱정하기 때문. 그래서 오빠가 다시 집으로 돌아와 같이 살기를 내심 바라고 있다.
야마모토 마유미(山本 真弓 야마모토 마유미[*])
성우 - 사이토 치와
야마모토 나나코의 여동생으로, 출판사의 편집부에서 아르바이트를 하고 있다. 주로 담당 기자 대신 하나마루 선생의 원고를 받으러 가는 일을 한다. 배려심이 있고 활발한 성격이다. 일 관계로 자주 접촉하는 하나마루 선생님은 이러한 점에 반해 현재 그녀를 짝사랑하고 있는 중. 하지만 언니인 야마모토 선생 못지않게 남성의 대시에 매우 둔감해서 그런 사실을 모르고 있다.
사쿠라(桜 사쿠라[*])
성우 - 혼나 요코
20대 초반이지만, 안즈의 엄마이다. 츠치다의 고등학교 선배이자 소꿉친구로, 당시 학교 미술 교사였던 안즈의 아빠에게 끈질기게 늘어져서 결국 사귀었고, 아직 학생이면서 임신하여 결혼에 성공하고, 동시에 학교는 중퇴하였다. 이러한 대담하고 자신만만한 점은 이후 츠치다에게 여러 가지로 영향을 미치게 되고 그의 좋은 본보기가 된다. 그녀도 후배인 츠치다를 그다지 싫어하진 않는다. 그리고 그녀의 장래 희망은 츳치와 안즈를 결혼시키는 것이다.
하나마루(花丸 하나마루[*])
성우 - 유사 코지
꽁지머리의 만화가로, 어린이들에게 큰 인기를 끌고 있는 애니메이션 '팬더 고양이'의 원작자이다. 그 인기의 여세를 몰아 인형극 쇼 등 여러 가지 미디어 믹스도 활발히 진행 중. 웃는 얼굴이 귀엽고 활발한 면에 이끌려 편집부에서 아르바이트하고 있는 야마모토 마유미를 짝사랑하고 있다.
원장 선생님(園長先生 엔초 센세이[*])
성우 - 아오야마 토코
하나마루 유치원의 원장 선생님, 자상하고 온화하다. 하지만 규칙을 어겼을 땐 따끔하게 혼을 낸다.

## 애니메이션
2010년 1월 11일부터 TV 도쿄에서 방송중 2010년 3월29일 방송종료.

### 스태프
- 원작: 하야토
- 감독: 미즈시마 세이지
- 부감독: 키무라 류이치
- 시리즈 구성: 오구로 유이치로
- 캐릭터 디자인·총작화 감독: 오오츠카 마이
- 미술: 마츠모토 히로키
- 색채 설계: 타케자와 사토시
- 촬영 감독: 야마다 토요노리
- 음향 감독: 모토야마 아키라
- 음악: Sadesper Record (NARASAKI＆WATCHMAN)
- 애니메이션 제작: 가이낙스
- 제작: 킹 레코드